# Cadzow Castle

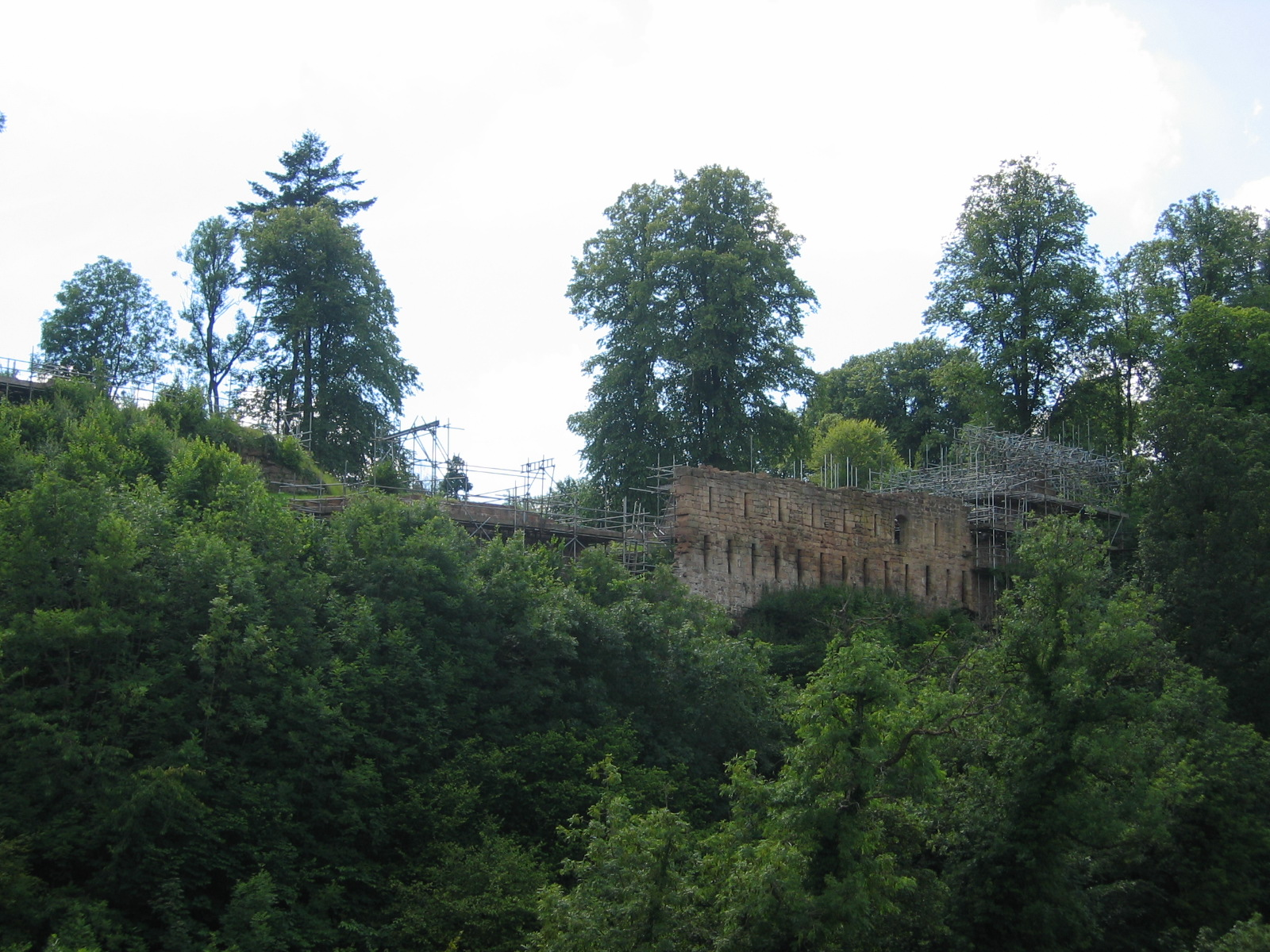
Blick von der Duke’s Bridge über die Avon-Schlucht auf Cadzow Castle

Cadzow Castle ist eine Burgruine etwa 1,6 km südöstlich des Stadtzentrums von Hamilton in der schottischen Council Area South Lanarkshire. Das zwischen 1500 und 1550 erbaute Gebäude ersetzte eine frühere Königsburg. Die Stadt Hamilton hieß früher Cadzow oder Cadyou, bevor sie 1455 zu Ehren von James Hamilton, 1. Lord Hamilton, umbenannt wurde. Die Burg liegt oberhalb einer Schlucht des Avon Water im heutigen Chatelherault Country Park, früher Jagd- und Lustgrund des Hamilton Palace der Dukes of Hamilton. Die Ruine gilt als Scheduled Monument.

## Geschichte

### Frühere Burg
Die alten Könige von Strathclyde sollen ein Jagdschloss in Cadzow besessen haben, noch bevor ihr Königreich im 12. Jahrhundert in Schottland aufging. Das ursprüngliche Cadzow Castle wurde im 12. Jahrhundert als gelegentliche königliche Residenz für David I. (1124–1153) errichtet. Königliche Chartas wurden von hier schon 1139 herausgegeben. Seine Nachfolger, König Alexander II., Alexander III. und andere, bis zu Robert the Bruce, nutzten die Burg ebenfalls, hauptsächlich als Jagdschloss. Es ist auch möglich, dass diese Vorgängerburg sich an einem anderen Standort, heute als „Castlehill“ bezeichnet, befunden haben könnte. Dort ist heute ein Wohngebiet.

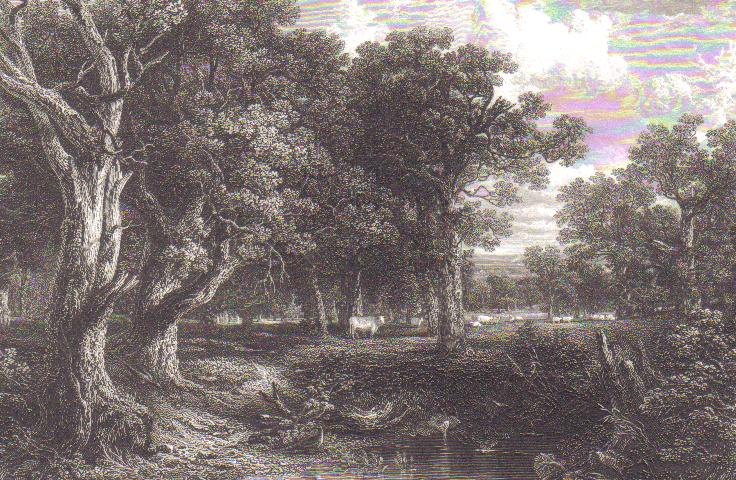
Der alte Eichenwald von Cadzow und Weiße Parkrinder im 19. Jahrhundert.

Das Anwesen von Cadzow wurde 1222 aufgeteilt; Cadzow Castle fiel an den Clan Cumming. Nachdem diese ihre Ländereien wegen ihrer Unterstützung für John Balliol an die Krone verwirkten, verlehnte Robert the Bruce sie Anfang des 14. Jahrhunderts an Walter FitzGilbert. FitzGilbert wurde erster Laird of Cadzow und ist der Urahn der Dukes of Hamilton. Er ließ eine Motte in der Nähe der Stadt errichten, deren Reste heute noch an der Autobahn M74 zu sehen sind.

### Burg aus dem 16. Jahrhundert
Die heutige Burg ließ Sir James Hamilton of Finnart um 1530 errichten. Auch das nahegelegene Craignethan Castle wurde in seinem Auftrag erbaut. Nach ihrer Flucht aus Loch Leven Castle 1568 weilte Maria Stuart hier. Daher wurde die Burg von Truppen des Earl of Mar, Regent für König Jakob VI., Ende des 16. Jahrhunderts zerstört. Dies war die Vergeltung an den Hamiltons für deren Unterstützung für Maria Stuart. Im 18. Jahrhundert wurde die Burg teilweise wieder aufgebaut, um als Folly im Park des Dukes zu dienen.

## Die Burg heute
Das Gelände der Burgruine gehört Historic Scotland und wird von ihnen verwaltet. Die Ruinen sind nicht öffentlich zugänglich, da die Strukturen instabil sind und größtenteils von Gerüsten gestützt werden. Von Fußwegen im Landschaftspark aus kann man die Ruinen sehen. Die Duke’s Bridge, die hoch über die Avon-Schlucht gebaut wurde, ermöglicht den dramatischen Blick auf die Gemäuer über die bewaldete Schlucht. Zwischen 2000 und 2003 wurde eine Reihe von Ausgrabungen im Auftrag von Historic Scotland an der Burgruine durchgeführt.